# Chapter II
『Chapter II』（チャプターツー）はSexy Zoneの通算9作目となるオリジナル・アルバム。2023年6月7日にTop J Recordsから発売された。

## 概要
前作『ザ・ハイライト』から約1年ぶりのアルバムで、トータルコンセプトは“レトロ感”。タイトルはメンバーで話し合って決められたもので、Sexy Zone第二章という意味が込められている。
DVD付きの初回限定盤A・B、そして通常盤の3形態で発売された。通常盤には『POP×STEP!?』以来約3年ぶりにメンバーのソロ曲を収録したCDが付く。
リード曲「Purple Rain」は燃え上がる恋のイメージである「赤」と、見守るような落ち着いた恋のイメージである「青」の2色両方を混ぜた「紫」＝Purpleとして大人の恋愛を描いた楽曲。「音楽のある夜の街に繰り出すSexy Zone」をイメージして製作されたMVは5月16日21時にプレミア公開された。また、「THE FINEST」に続き、クリエイターチーム・NOSTALOOKが手掛けたアニメーションMVも6月6日に公開された。
本作を引っ提げ、6月10日から8月23日まで全国7都市25公演のアリーナツアー『SEXY ZONE LIVE TOUR 2023 Chapter II』が開催された。

## 特典・仕様
仕様
- 初回限定盤A・B - スペシャルイラスト三方背スリーブ仕様（画像はそれぞれ異なる）
ジャケットイラストは「THE FINEST」のアニメーションMVも手がけたNOSTALOOKが担当。

予約購入先着特典
- 初回限定盤A - メンバーソロカード 4枚セット
- 初回限定盤B - A5サイズクリアファイル
- 通常盤 - A5サイズ ステッカーシート

封入特典
- 3形態共通封入特典 - シリアルコード入りプレゼントカード、シリアルコード入りプレイリストカード
- 初回限定盤A・B - 40P スペシャルフォトブック（AとBの内容は異なる）

## 収録曲

### CD

#### DISC1
3形態共通内容。
1. Cream
作詞：iri / 作曲：iri、Yaffle / 編曲：Yaffle
  - 23rdシングル[18]
  - 菊池風磨・倉科カナ W主演 テレビ東京系 ドラマParavi『隣の男はよく食べる』挿入歌[18]
2. EXTACY LUV
作詞：CLAUDE S. / 作曲：Ludwig Lindell、Christofer Erixon / 編曲：Ludwig Lindell
3. Purple Rain
作詞：JUN / 作曲：Ricardo Burgrust、Christofer Erixon / 編曲：Ricardo Burgrust、原田卓也
  - リード曲[10]
4. Stolen Heart
作詞：Kiyoki K-SK / 作曲：Taro Takaki、Christofer Erixon、Jacob Watson / 編曲：Taro Takaki、Yutaro Mahone
5. BUMP
作詞：MiNE、Atsushi Shimada / 作曲・編曲：Albin Nordqvist
6. 泡
作詞：hiyune / 作曲：hiyune、Ethan Augustin / 編曲：Ethan Augustin
7. Message
作詞：HIKARI / 作曲：HIKARI、TAKAROT / 編曲：TAKAROT、Shoma Yamamoto
8. Take A New Step
作詞：Naoki / 作曲：Henrik Nordenback、HIKARI、Mischa Mandel / 編曲：Henrik Nordenback
9. Make You Mine
作詞：miwaflower / 作曲：MiNE、Atsushi Shimada、Adrian McKinnon、ICHIRO SUEZAWA
10. Sad World
作詞：Kiyoki、YOSHIKI EZAKI、K-SK / 作曲：Avenue 52、SQVARE、Phil Schwan
11. Trust Me, Trust You.
作詞：平井大、EIGO / 作曲：平井大 / 編曲：平井大、西陽仁 
  - 22ndシングル[19]
  - 菊池風磨出演 テレビ朝日系 オシドラサタデー 『トモダチゲームR4』主題歌[19]
12. 再会の合図
作詞：Crystal Boy、ヤス一番？、ホクロマン半ライス!!!、ノリ・ダ・ファンキーシビレサス / 作曲：DJ Mitsu / 編曲：GRP
13. 長電話
作詞・作曲：尾崎世界観 / 編曲：中野領太、agehasprings Party
14. せめて夢の中でだけは君を抱きしめて眠りたい
作詞：金井政人（BIGMAMA） / 作曲：池澤聡 / 編曲：石塚知生
ミドルチューンのラブソング[20]。

#### DISC2（通常盤のみ）
1. 雨に唄えば - 佐藤勝利
作詞：佐藤勝利 / 作曲：磯野くん / 編集：detch
2. My World - 菊池風磨
作詞・作曲・編集：BASHARS
3. Turbulence - 松島聡
作詞・作曲：Ryohei / 編集：縄田寿志
4. ROSSO - 中島健人
作詞：中島健人 / 作曲・編曲：浪岡真太郎

### DVD

#### 初回限定盤A
約49分収録。
- 「Purple Rain」Music Video
- Making of「Chapter II」

#### 初回限定盤B
約107分収録。
- Sexy Zone 5pecial Trip -Complete Edition-
ファンクラブで先行配信されていたメモリアルムービーの完全版[8]。

## チャート成績
初週15.0万枚を売り上げ、2023年6月19日付オリコン週間アルバムランキングで初登場1位を獲得。1stアルバム『one Sexy Zone』から11作連続・通算11作目の首位を記録した。